# Batuan, Bohol
Batuan (Bayan ng Batuan) är en kommun i Filippinerna. Kommunen tillhör provinsen Bohol och ligger på ön med samma namn. Folkmängden uppgår till 11 835 invånare.
Batuan är indelat i 15 barangayer.

## Bildgalleri

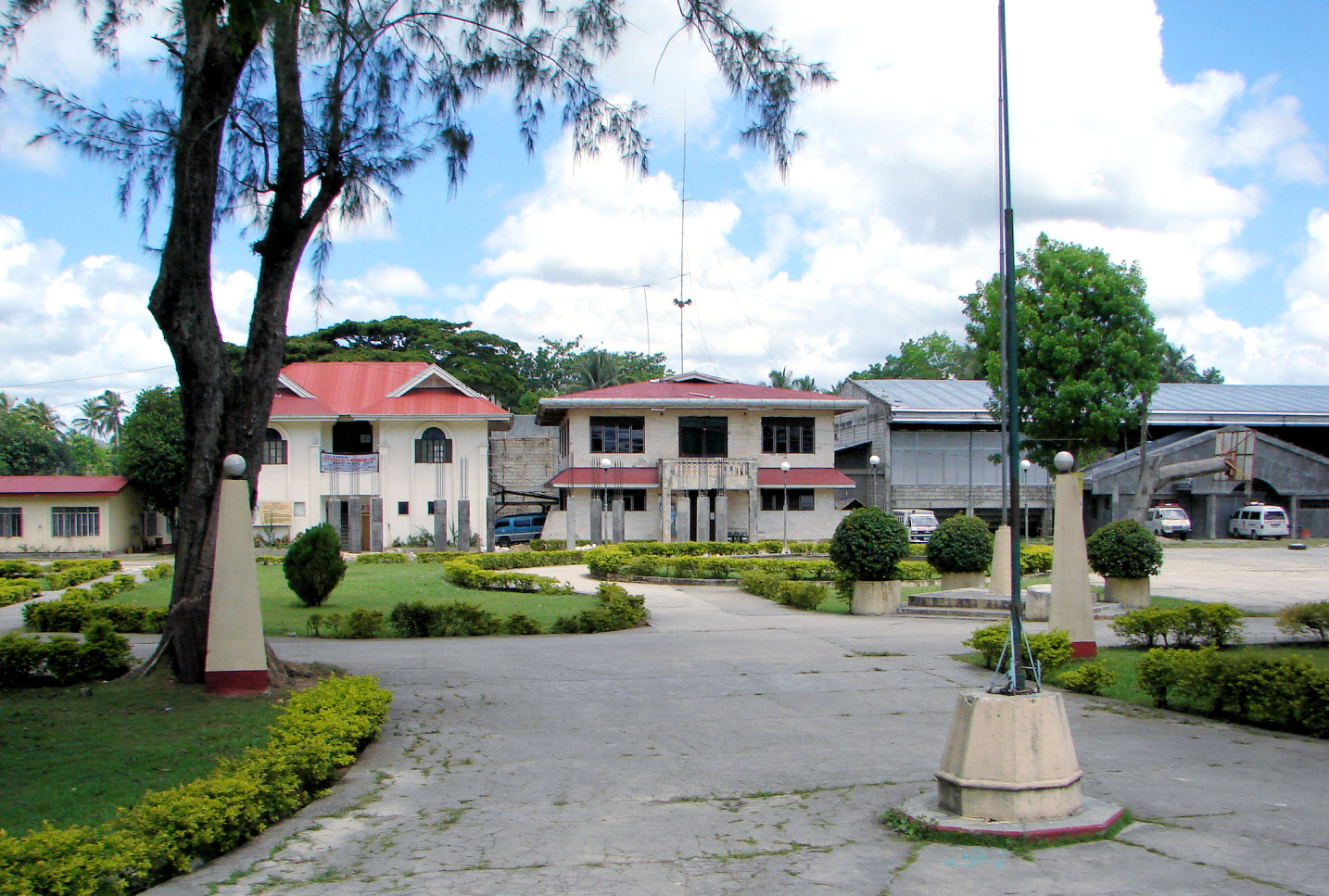
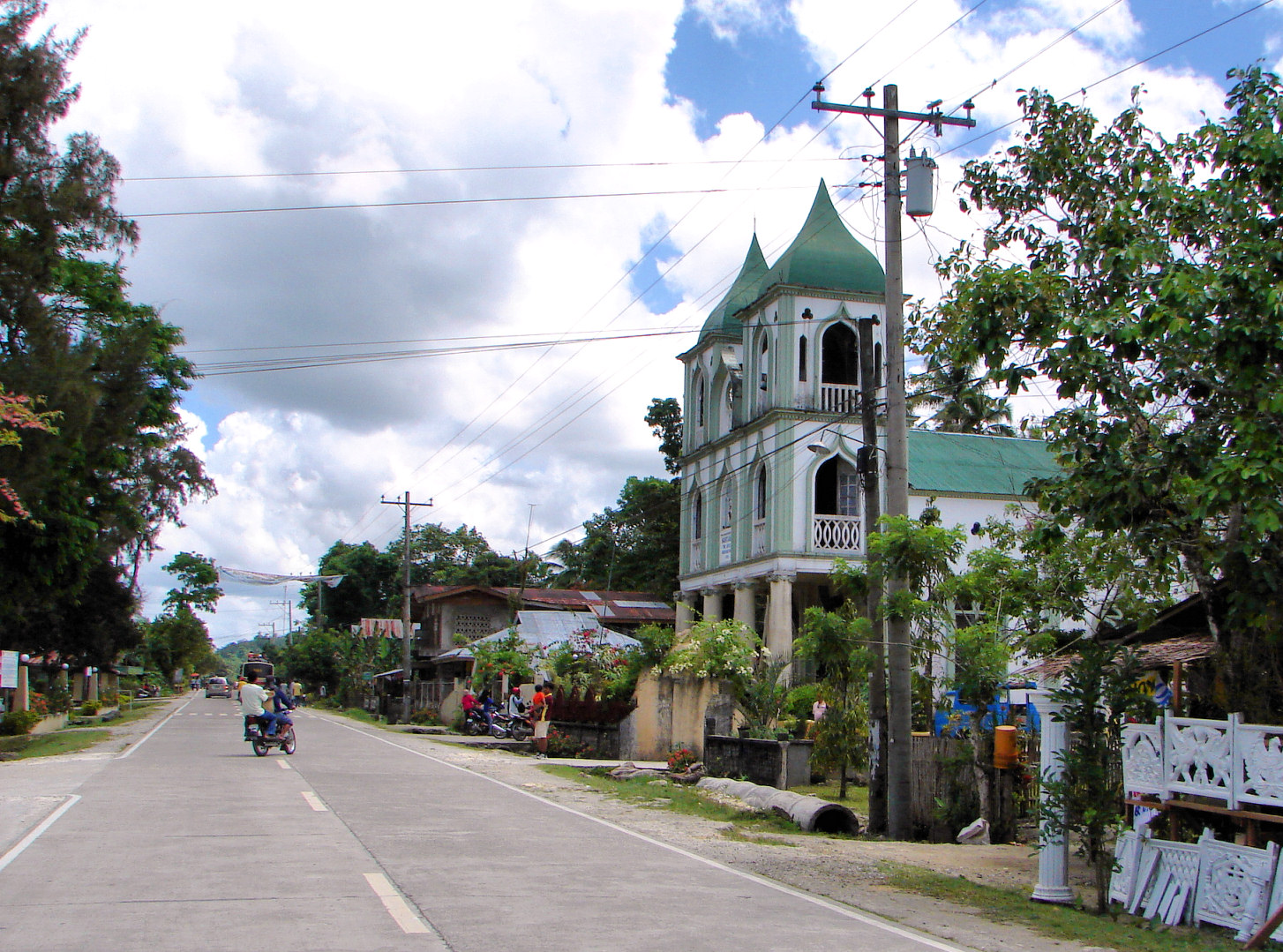